# Hyophila uliginosa
Hyophila uliginosa là một loài rêu trong họ Pottiaceae. Loài này được E. Britton mô tả khoa học đầu tiên năm 1915.
Danh pháp khoa học của loài này chưa được làm sáng tỏ. 